# Stefan Hein

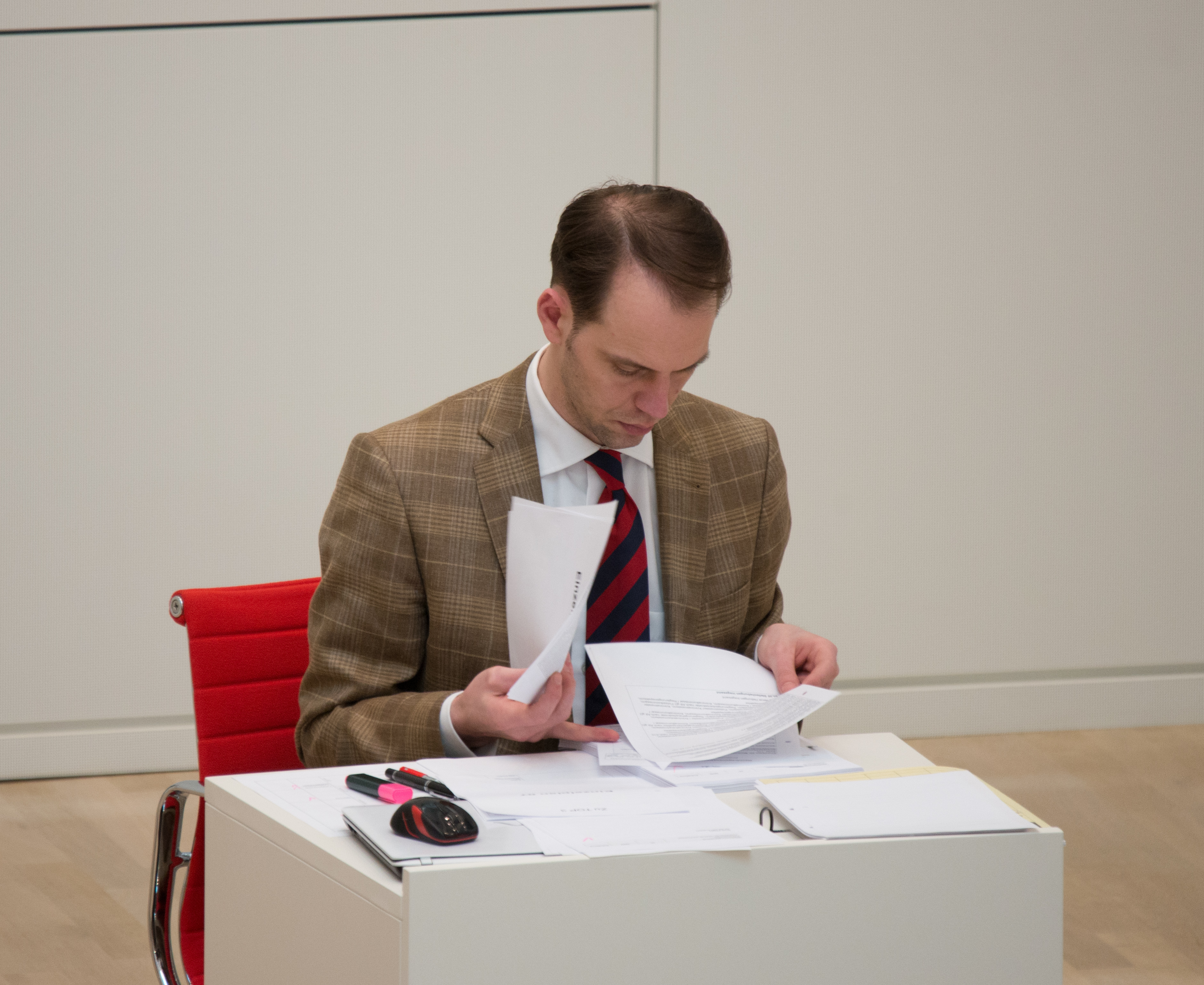
Stefan Hein

Stefan Hein (* 1984 in Potsdam) ist ein deutscher Kommunikationsberater und Politiker (AfD). Bei der Landtagswahl in Brandenburg 2014 wurde er über die Landesliste der AfD in den Landtag gewählt. Aufgrund seines Ausschlusses aus der AfD-Fraktion gehörte er dem Landtag bis 2019 als fraktionsloser Abgeordneter an.

## Leben und Beruf
Nach dem Abitur 2003 in Potsdam studierte Hein von 2004 bis 2006 Rechtswissenschaften an der Universität Regensburg (ohne Abschluss). Von 2007 bis 2009 absolvierte er ein Studium der Politikwissenschaft und interkulturellen Wirtschaftskommunikation an der Friedrich-Schiller-Universität Jena (Abschluss: Bachelor of Arts). Während des Studiums wurde er Mitglied der Jenaischen Burschenschaft Germania. Von 2011 bis 2013 studierte er Globalisierungsprozesse und Demokratiestudien an der Ernst-Moritz-Arndt-Universität Greifswald (ohne Abschluss). Von März bis September 2014 arbeitete er als PR-Berater in der Kommunikationsagentur comprend UG. Seitdem ist er freiberuflich in der Beratung und Projektentwicklung tätig.
Hein ist der Sohn der Lebensgefährtin von Alexander Gauland, des ehemaligen Landesvorsitzenden der AfD Brandenburg. Er lebt in Potsdam-Babelsberg.

## Politik
Hein war zehn Jahre lang Mitglied der CDU und der Jungen Union. Seit März 2013 war er Mitglied der AfD in Greifswald, wo er den Kreisverband aufbaute. Hein ist Beisitzer im Landesverband Brandenburg der AfD. 2014 trat Hein bei den brandenburgischen Landtagswahlen im Wahlkreis 22, Potsdam II, an und zog über Platz zehn der Landesliste der AfD Brandenburg in den Landtag ein.
Nach seiner Wahl gab Hein noch vor der Konstituierung des Landtages zu, gegenüber dem Spiegel eine Falschmeldung über interne Vorgänge in der brandenburgischen AfD lanciert zu haben. Demnach habe Heins Stiefvater, der Landesvorsitzende Alexander Gauland, von einem engen Vertrauten einen Plan erarbeiten lassen, nach dem über gewählte Landtagsabgeordnete wegen ihrer angegebenen früheren Mitgliedschaft in „rechtspopulistischen oder rechtsextremen“ Parteien Informationen gesammelt werden sollten, um sie durch anonyme Strafanzeigen unter Druck zu setzen und vor der Konstituierung des Landtages zum Rücktritt bewegen oder innerhalb der Fraktion isolieren zu können. In Wirklichkeit soll Hein geplant haben, diese Landtagsabgeordneten zum Mandatsverzicht zu bewegen, indem er selbst „kompromittierendes Material“ über sie sammelte. Hein erklärte nach Bekanntwerden dieses Vorgangs, sein Mandat aus persönlichen Gründen nicht annehmen zu wollen und auch sein Amt als Beisitzer im Landesverband seiner Partei niederzulegen. Bei einem Verzicht wäre sein Landtagsmandat an Jan-Ulrich Weiß gegangen, der auf Platz zwölf der Landesliste stand. Hein machte seine Ankündigung jedoch nicht wahr und nahm sein Mandat doch an, um ein Nachrücken von Weiß, dem ein antisemitischer Facebook-Eintrag vorgeworfen wurde, zu verhindern. Am 6. Oktober 2014 schloss die Landtagsfraktion der AfD Hein aus.
Er war ordentliches Mitglied des Ausschusses für Haushalt und Finanzen des brandenburgischen Landtags.